# Давыдова, Людмила Ивановна
Людмила Ивановна Давыдова (укр. Людмила Іванівна Давидова; род. 19 октября 1957, Хотомля, Волчанский район, Харьковская область) — украинский государственный и политический деятель. Депутат Верховной рады Украины IV созыва (2002—2006). Гражданская жена Евгения Кушнарёва в последние годы его жизни.

## Биография
Родилась 19 октября 1957 года в селе Хотомля Волчанского района Харьковской области Украинской ССР.

### Образование
- 1974—1976 — учащаяся Харьковского ПТУ № 6.
- 1995 — окончила Харьковский национальный педагогический университет по специальности «учитель русского языка и литературы».
- 2001 — получила юридическое образование, квалификация «юрист, преподаватель правовых дисциплин».
- 2009 — окончила Харьковский институт бизнеса и менеджмента по специальности «финансы», получив квалификацию специалиста по финансам.

### Трудовая деятельность
- 1976—1990 — стенографистка исполкома Харьковского городского совета, стенографистка Харьковского городского комитета КПУ.
- 1990—1997 — работала в Харьковском городском совете, последовательно занимая должности: секретарь руководителей совета, секретарь председателя исполкома, референт председателя исполкома, помощник председателя — заведующая сектором помощников председателя.
- 1997—1998 — главный консультант отдела организации работы с документами Управления документального обеспечения и информации Администрации Президента Украины.
- 1998—1999 — секретарь-референт исполкома НДО «Новая Украина».
- 1999—2000 — заведующая общим отделом секретариата Народно-демократической партии.
- 2000—2002 — помощник председателя, начальник отдела обеспечения деятельности председателя Харьковской областной государственной администрации.
- 2002 — президент благотворительного фонда «Турбота» (Забота) в Харькове.

### Политическая деятельность
- В апреле 2002 года избрана народным депутатом Украины IV созыва по избирательному округу № 181 Харьковской области, выдвигалась как самовыдвиженец. На момент выборов была президентом благотворительного фонда «Турбота» (Забота) и членом Народно-демократической партии. Получила поддержку 53,20 % избирателей при 7 соперниках.
- В парламенте последовательно входила во фракцию «Единая Украина» (май—июнь 2002), группу «Демократические инициативы» (июнь 2002 — март 2004, апрель—май 2004), была внефракционной (март—апрель 2004), членом группы «Демократические инициативы» «Народовластие» (май 2004 — сентябрь 2004), уполномоченным представителем группы «Демократические инициативы» (сентябрь 2004 — июль 2005), членом фракции «Единая Украина» (июль—сентябрь 2005), членом фракции политической партии «Украина — Вперёд!» (сентябрь—ноябрь 2005), членом группы «Блок Литвина» (ноябрь 2005 — апрель 2006).
- Работала в Комитете Верховной рады Украины по вопросам социальной политики и труда (июнь 2002 — апрель 2006).
- В 2004—2005 годах была доверенным лицом кандидата на пост Президента Украины Виктора Януковича в территориальном избирательном округе № 183.
- С мая 2006 по сентябрь 2010 года занимала должность генерального секретаря политической партии «Новая демократия (Украина)».
- С ноября 2010 по 2015 год — заместитель председателя Харьковского областного совета.
- В период выборов 2012 года была беспартийной, проживала в Харькове. Являлась субъектом выдвижения от партии Сергея Тигипко «Сильная Украина»[4].

## Личная жизнь
В последние годы жизни Евгения Кушнарёва была его гражданской женой. После трагической гибели Кушнарёва в результате несчастного случая на охоте в январе 2007 года, Людмила Давыдова продолжила его политическую деятельность.

## Награды
- Почётная грамота Кабинета Министров Украины (декабрь 2003 года)
- Орден княгини Ольги III степени[5]